# 中川えりか
中川 えりか（なかがわ えりか、1980年1月5日 - ）は、日本の舞台女優・声優。所属事務所はAND ENDLESS。

## 出演作品

### 舞台
1998年
- 白の花束、黒に空。妹役

1999年
- 堕天　神殿　相馬主計役
- DRESS　〜新設・鬼ヶ島〜　葛葉役
- 邯鄲の夢　エリ役
- PRAY　皇帝か無か　マリア役

2000年
- 美しの水　〜BLUE–Blessed Love Under the Edge- RED-Returning Entire Destiny-〜　平敦盛役
- フランスについた日　薫子役
- DECADANCE　戦え。ジラファ役
- 楽園　ブラーマラ役

2001年
- 乙姫の灰　THE PRINCESS ASH　水原／瑞葉役
- 堕天　神殿　久坂玄瑞役
- 西遊記　百花羞役
- Cornelia　レイチェル役

2002年
- 美しの水　White Blue Red　平敦盛役
- 美しの水　Purple　平敦盛役
- ホタル　牧野役
- PSY・S　ララ役

2003年
- GARNET OPERA　お市役
- Shorts

- Second OPERA　お市役
- 遅咲きの蒼　志乃役
- THE FIRST CASE　ララ役
- 帰蝶　お市役

- 堕天・神殿　久坂玄瑞役

2004年
- MEMO-－あなたは何を残しますか。琴絵役
- 邯鄲の夢　エリ役
- DECADANCE I・DECADANCE II

- DECADANCE I－光と影－　シーラ役
- DECADANCE II－太陽の子－　シーラ役

- FANTASISTA　ノキ役

2005年
- 西遊記〜千変万化・百花繚乱〜　百花羞役
- 桜の森の満開の下　トジコ役
- SYNCHRONICITY LULLABY　タナ・ロット役

2006年
- BIRTHDAY　リッカ役
- キリテ　M役
- 美しの水　White Blue Red Purple　平敦盛役

2007年
- GARNET OPERA　お市役
- ONlLY SILVER FISH セシル役
- シアターΧ　「子どものナイフ」　バルバラ役
- CLASSICS series vol.1 SECOND CHILIDREN 兎杏役

2008年
- 堕天・神殿・遅咲きの蒼　徳川邑葉役
- DECADANCE　

- I 光と影　シーラ役
- III ハイノミドリ　ネイヴィ役　

- CLASSICS II Cornrlia　レイチェル役

2009年
- WORLDS The Tempest／十三夜　ヘレーネ役／アイリス役

### 外部出演
- JAM Studio First ACT 「蒼く燃ゆ」（2002年） - ユエ役（主演）
- JAM Studio Second ACT 「北へ」「睡深」「ニセモノ」（2003年） - 少女役（主演）
- UDA☆MAP「アリゾナ☆侍☆ガールズ」（2013年8月29日 - 9月3日、池袋・シアターKASSAI）
- UDA☆MAP「ヅカヅカ☆ルネッサンス」（2016年7月6日 - 11日、池袋・シアターKASSAI） - シーヴァス 役

### テレビドラマ
2005年
- 貞操問答　浜田よし子役

2011年
- LADY〜最後の犯罪プロファイル〜 第8話

### テレビアニメ
2009年
- 遊☆戯☆王5D's　シェリー・ルブラン役

### テレビゲーム
- 遊☆戯☆王ファイブディーズ タッグフォース5 シェリー・ルブラン役
- 遊☆戯☆王ファイブディーズ タッグフォース6 シェリー・ルブラン役
- 遊戯王 デュエルリンクス シェリー・ルブラン役

### アーケードゲーム
- 遊☆戯☆王ゼアル デュエルターミナル シェリー・ルブラン役